# Termas del Guaviyú
Termas del Guaviyú est une ville et une station thermale de l'Uruguay située dans le département de Paysandú.

## Géographie
La route 3 est important dans cette ville thermale.

## Population
| Année | Population |
| ----- | ---------- |
| 1963  | –          |
| 1975  | –          |
| 1985  | –          |
| 1996  | –          |
| 2004  | –          |

Référence,: